# Иваньковское водохранилище
Ива́ньковское водохрани́лище — водохранилище долинного типа в Европейской части России на реке Волге, второе в её течении после Верхневолжского, расположено в южной части Верхневолжской низменности. Образовано плотиной Иваньковской ГЭС, первой станцией Волжского каскада. Осуществляет сезонное регулирование стока, служит головным сооружением канала имени Москвы. Получило название по городу Иваньково, в 1960 году вошедшему в состав подмосковной Дубны, в прошлом также известно как Московское море и Волжское водохранилище. Площадь поверхности — 316 км², нормальный подпорный уровень — 123,89 м, общая ёмкость — 1120 млн м³, ежегодный возможный водозабор — 1 млрд м³.

## Физико-географическая характеристика
Является крупнейшим водохранилищем Московской области, в Тверской области занимает 3-е место после Рыбинского и Угличского водохранилищ по полному объёму и 2-е место после Рыбинского по полезному объёму. Среди крупных российских водохранилищ Иваньковское — самое мелководное: акватории с глубинами менее двух метров при нормальном подпорном уровне составляют почти половину площади водного зеркала.
Образовано в 1937 году плотиной Иваньковской ГЭС у бывшей деревни Иваньково, где русло Волги намывом среднезернистых песков было перегорожено земляной плотиной высотой 22,5 м и длиной 300 м, переходящей с левого берега в бетонную водосливную плотину с восемью 20-метровыми пролётами для сброса воды. На правом берегу расположен шлюз с подходным каналом и аванпортом, к которому примыкает вход в канал имени Москвы.
В результате было затоплено 32,7 тысячи гектаров земель, включая 7,4 тыс. га лесов и кустарников, 14,8 тыс. га сельскохозяйственных угодий (7 тыс. га пашни, 7,8 тыс. га сенокосов и пастбищ), 4,8 тыс. га населённых пунктов, 3,5 тыс. га водных объектов и 2,2 тыс. га неудобных земель. Под водой оказались территории свыше ста селений, в том числе некогда уездного города Корчевы и часть рабочего посёлка Конаково. Процесс был сопряжён с выносом большого числа строений, сооружений и коммуникаций, сведением леса, проведением лесоочистки, специальными мероприятиями со скотомогильниками и переселением из зоны затопления порядка 50 тысяч жителей.
Нормальный подпорный уровень (по Балтийской системе высот) — 123,89 м, уровень мёртвого объёма — 119,39 м, форсированный подпорный уровень — 124,09 м. Полный объём водохранилища при НПУ составляет 1120 млн м³, полезный объём — 887 млн м³, площадь зеркала водоёма — 316 км², что более чем в два раза превышает площадь дореволюционной Москвы. Подпор распространяется на 113 км по руслу Волги, на 80 км по руслу Шоши и 15 км по руслу Сози. Длина — 120 км, средняя ширина — 4 км, максимальная ширина — 12 км, длина береговой линии — 520 км. Средняя глубина — 4 м, максимальная — 19 м. Водосборная площадь, охватывающая большую часть Тверской области, участки Смоленской, Московской и Новгородской областей, — 41 тыс. км².
Рельеф бассейна водохранилища равнинно-холмистый с явно выраженным восточным и юго-восточным уклоном. В северо-западной части бассейна, в районе Валдайской возвышенности, встречается крупнохолмистый рельеф с большими массивами холмов и отметками высот 200—300 м над уровнем моря. С востока к нему примыкает область холмисто-равнинного рельефа, постепенно переходящего в моренные и зандровые равнины. Климат умеренно континентальный с преобладающими западными ветрами и средней годовой температурой воздуха 3,0—3,7 °C.
В бассейне водохранилища множество озёр. Верхневолжский и Селигерский крупные озёрные районы находятся в его северо-западной части, Оршано-Петровский озёрный район — на заболоченном водоразделе Волги и Медведицы, проточные озёра Верхневолжского района — Стерж, Вселуг, Пено, Волго — объединены Верхневолжским водохранилищем. Коэффициент озёрности бассейна — 2,2 %, крупнейшее озеро — Селигер. Густота хорошо развитой речной сети бассейна колеблется от 0,30—0,35 км/км² в районе Валдайской возвышенности до 0,12—0,15 км/км² на Верхневолжской низменности. Питание рек преимущественно снеговое, средний годовой модуль стока — 6,5—9,0 л/(с × км²), во время весеннего половодья проходит порядка 40—60 % годового стока, в летнее период — от 10 до 20 %.
```
                                         И     В     Ш
Длина, км                               27    84    36
Наибольшая ширина, км                  8,0   2,1   5,0
Средняя ширина, км                     5,9   0,9   4,0
Островность, %                        10,8   6,3  21,6
Площадь при НПУ, км²                   141    74   112 
Процент от площади водохранилища        43    23    34
Средняя глубина при НПУ, м             3,3   4,9   1,7
Коэффициент развития береговой линии   6,6     -  10,1
Объём при НПУ, км³                    0,46  0,47  0,17
Процент от объёма водохранилища         41    42    17

```

Иваньковское водохранилище имеет достаточно сложную конфигурацию, и по форме котловины, очертанию и характеру берегов подразделяется на три плёса — Иваньковский, Волжский, Шошинский. В некоторых источниках Иваньковский плёс называют Нижневолжским, часть Волжского плёса выше устья Шоши — Верхневолжским, ниже устья Шоши — Средневолжским.
Иваньковский плёс — наиболее глубоководный (до 19 м) и широкий (до 8 км) участок водохранилища от устья Сози до плотины, представляющий собой озеровидное расширение, всегда находящееся в зоне подпора. Характерен сильно изрезанной береговой линией, множеством островов и заросших заливов. Средняя глубина — 3,3 м.
Волжский плёс — участок от устья Сози до города Твери. Находится в зоне переменного подпора и имеет вид реки шириной от 900 до 1500 м с холмистыми берегами. Глубина возрастает вниз по течению.
Шошинский плёс — затопленная долина Шоши от её прежнего устья до села Тургиново. Здесь открытые водные пространства сочетаются с многочисленными островами, протоками и заросшими мелководьями, нередко переходящими в прибрежные топи.

## Гидрология
Основное питание водохранилища происходит за счёт поверхностного стока (97 %). Бассейны трёх главных впадающих в водохранилище рек — Волги, Тверцы и Шоши — занимают 84 % площади его водосбора, всего же Московское море имеет 10 притоков, длина которых превышает 10 км. На долю Волги приходится 59 % общего притока, Тверцы — 24 %, Шоши и притоков Шошинского плёса — 11 %. Большая часть годового стока приходится на весну (51 %), по 17 % — на лето и осень, ещё 15 % воды поступает зимой. Около 2 % от общего прихода дают выпадающие на зеркало водохранилища осадки, 80 % от общего их числа приходится на период с апреля по октябрь. Первое место в расходной части водного баланса водохранилища занимает сброс воды через Иваньковский гидроузел и составляет 7,7 км³, или 83 % общего расхода, из них 47 % в апреле — мае. В канал имени Москвы поступает около 14 %. Максимальный расход воды через гидросооружения — 7350 м³/с.
Отношение небольшого объёма водохранилища к объёму поверхностного стока определяет высокий водообмен, средний годовой коэффициент которого равен 9,0—13,6, что позволяет примерно в течение месяца обновлять средний годовой объём водохранилища. Наиболее интенсивный водообмен происходит весной, когда объём среднего многолетнего притока в 4 раза превышает объём чаши водоёма при нормальном подпорном уровне. Годовое изменение уровня воды включает три характерные фазы сезонного регулирования стока — весеннее наполнение, летне-осеннее стояние около НПУ и зимняя сработка, начинающаяся с момента установления ледостава, который длится в среднем 150 суток, а максимальная толщина льда достигает 82 см. Сработка уровня воды составляет около 4 м.
В навигационный период, при уровне водохранилища, близкому к НПУ, скорость течения в Волжском плёсе варьируется от 0,1 до 0,4 м/с, в уступающем по проточности Шошинском плёсе (его водообмен почти втрое ниже) не превышает 0,06 м/с даже по руслу Шоши. На характер течения в Иваньковском плёсе оказывают влияние неравномерная работа ГЭС, сбросы расположенной на водохранилище Конаковской ГРЭС и ветер; скорость течения в верхнем бьефе ГЭС — 0,03—0,16 м/с, у верхней границы плёса — 0,04—0,12 м/с. Наибольшая скорость течения 0,5—1,0 м/с наблюдается при пропуске половодья. Высота волн при скорости ветра 20 м/с может достигать 1,4 м в Иваньковском плёсе, 1,8 м в Волжском плёсе и 1 м в Шошинском плёсе. Температурный режим Иваньковского водохранилища зимой и ранней весной близок к речному, поздней весной, летом и осенью — к озёрному. Летом температура поверхностной воды 22,9 °C, температура воды придонных слоёв — 16,7 °C. Выпуск подогретых вод с Конаковской ГРЭС оказывает существенное влияние на температурный режим лишь на небольшом участке, примыкающем к месту сброса, однако на отдельных звеньях экосистемы зона влияния может прослеживаться в радиусе 10—12 км.

## Качество воды
```
                   Весна   Лето  Осень
Волжский плёс       0,97   0,92   1,20
Иваньковский плёс   1,00   0,95   1,17
Шошинский плёс      0,75   0,47   0,77
Среднее по вдхр     0,95   0,88   1,12

```

Вода Иваньковского водохранилища маломинерализована, гидрокарбонатно-кальциевого типа, со средним содержанием солей 248 мг/л. По качеству соответствует классу загрязнённая, а на участках акватории в районе Твери и Конакова, в устье Шошинского плёса, в местах сброса сточных вод посёлка городского типа Радченко — очень загрязнённая. Показатели биохимического и химического потребления кислорода, предельно допустимых концентраций общего железа, аммонийного азота, нефтепродуктов, цинка, синтетических поверхностно-активных веществ превышены в 1,5—3 раза; концентрация марганца составляет 20—50 ПДК.
По совокупности индикаторных биохимических, гидрохимических и биотических показателей Иваньковское водохранилище оценивается как эвтрофный водоём, на некоторых участках — как гиперэвтрофный, особенно в местах сброса сточных вод предприятий и хозяйств, а также на участке проникновения больших объёмов подогретых вод, сброшенных с Конаковской ГРЭС (Мошковический залив). Прозрачность воды летом — 0,5 м, зимой — 3,0 м.
Осенью и зимой биохимическое разложение водной растительности оказывает негативное влияние на ряд показателей качества воды — уменьшается концентрация растворённого кислорода, происходит образование метана, увеличиваются концентрации соединений азота, фосфора и углерода, соединений ряда тяжёлых металлов, которые поглощались растительностью в вегетационный период.

## Биологические виды
По данным исследований 1967—1972 годов, таксономическое разнообразие фитопланктона водохранилища включало 611 видов, разновидностей и форм, большинство из которых составляли зелёные и диатомовые водоросли. По средневзвешенной биомассе абсолютное первенство принадлежит диатомовым, почти втрое им уступают синезелёные водоросли. Наиболее богатое развитие фитопланктона зафиксировано в Шошинском плёсе, его биомасса в Иваньковском плёсе вдвое выше, чем в Волжском. Незначительное колебание величин средневегетационной биомассы фитопланктона характеризует Иваньковское водохранилище как стабилизированную экосистему. Основную часть бентоса водоёма составляют олигохеты, хирономиды и моллюски; зоопланктона — преимущественно коловратки и ракообразные.
Ихтиофауна водохранилища представлена 38 видами рыб, 22 вида принадлежат семейству карповых, 4 вида — семейству окунёвых, остальные семейства имеют по одному представителю. В различные годы в водохранилище были заселены пелядь, карп, угорь, снеток, белый амур и толстолобик. Из аборигенных видов лидирующее место по численности и хозяйственному значению занимает лещ, второе — плотва, третье — окунь, четвёртое — щука, наибольшую ценность представляет судак. Фактический вылов рыбы составляет 63,1—857,6 тонн, промысловый вылов прекращён в 2007 году.

## Хозяйственное значение
Иваньковское водохранилище служит основным источником бесперебойного водоснабжения Москвы. Подача воды осуществляется по каналу имени Москвы протяжённостью 128 км, средний годовой объём составляет 1,7 км³. В первые двадцать лет в канал поступало 900 млн м³ воды. Часть воды идёт на санитарно-гигиеническое обводнение Москвы-реки и её притоков. Водоснабжение городов и посёлков, расположенных на берегу водохранилища, также происходит за его счёт.
Гидроэнергетическое значение водохранилища не столь велико, мощность Иваньковской ГЭС — всего 28,8 МВт, средняя годовая выработка составляет 119 млн кВт⋅ч. С 1964 года оно также используется как водоём-охладитель для конденсаторов мощной Конаковской ГРЭС, через тепловые агрегаты и установки которой ежегодно проходит 87 % полезного объёма водохранилища.
Иваньковское водохранилище является глубоководной воднотранспортной артерией от Дубны до Твери для судов с осадкой до 4 м. Ежегодно с его дна добывается порядка 1 млн м³ песчано-гравийной смеси.
Каждый год водоём посещают не менее 2,5 млн человек, большой популярностью пользуются любительское рыболовство, туризм и охота. В различные годы на побережье водохранилища располагались многочисленные дома и базы отдыха, туристические базы, спортивно-оздоровительные лагеря, палаточные городки, охотничьи хозяйства и рыболовно-спортивные базы. Большинство из почти 300 образованных в акватории водохранилища островов являются местом отдыха жителей Конаковского района, соседних районов и областей. Часть Шошинского плёса находится в границах национального парка Завидово — особо охраняемой природной территории.
На берегу водохранилища расположены такие крупные населённые пункты, как города Дубна (74 032 чел.) и Конаково (33 560), посёлки городского типа Новозавидовский (5723), Козлово (3022) и Радченко (1172).

## Из истории
Во время Великой Отечественной войны водохранилище стало естественной водной преградой, по рубежу которой советским войскам удалось задержать немецкое наступление на Москву с севера. Когда ударили морозы и водохранилище сковало льдом, из него была спущена часть воды и уровень воды в нём понизился на 2 метра, в результате под льдом образовалось заполненное воздухом пространство и лёд не выдерживал веса военной техники. Утопив несколько танков при попытках пересечь водохранилище по льду, немецкие войска отказались от его форсирования.

## Комментарии
1. ↑  На тот момент в городе проживало около 4 тысяч человек, насчитывалось 600 домов, включая 30 каменных. Были затоплены церковь Казанской иконы Божией Матери, Воскресенский и Спасо-Преображенский соборы[11].
2. ↑  Коэффициент озёрности бассейна, выраженный в процентах,  представляет отношение суммарной площади всех озёр бассейна к его площади[17].